# No Milk Today

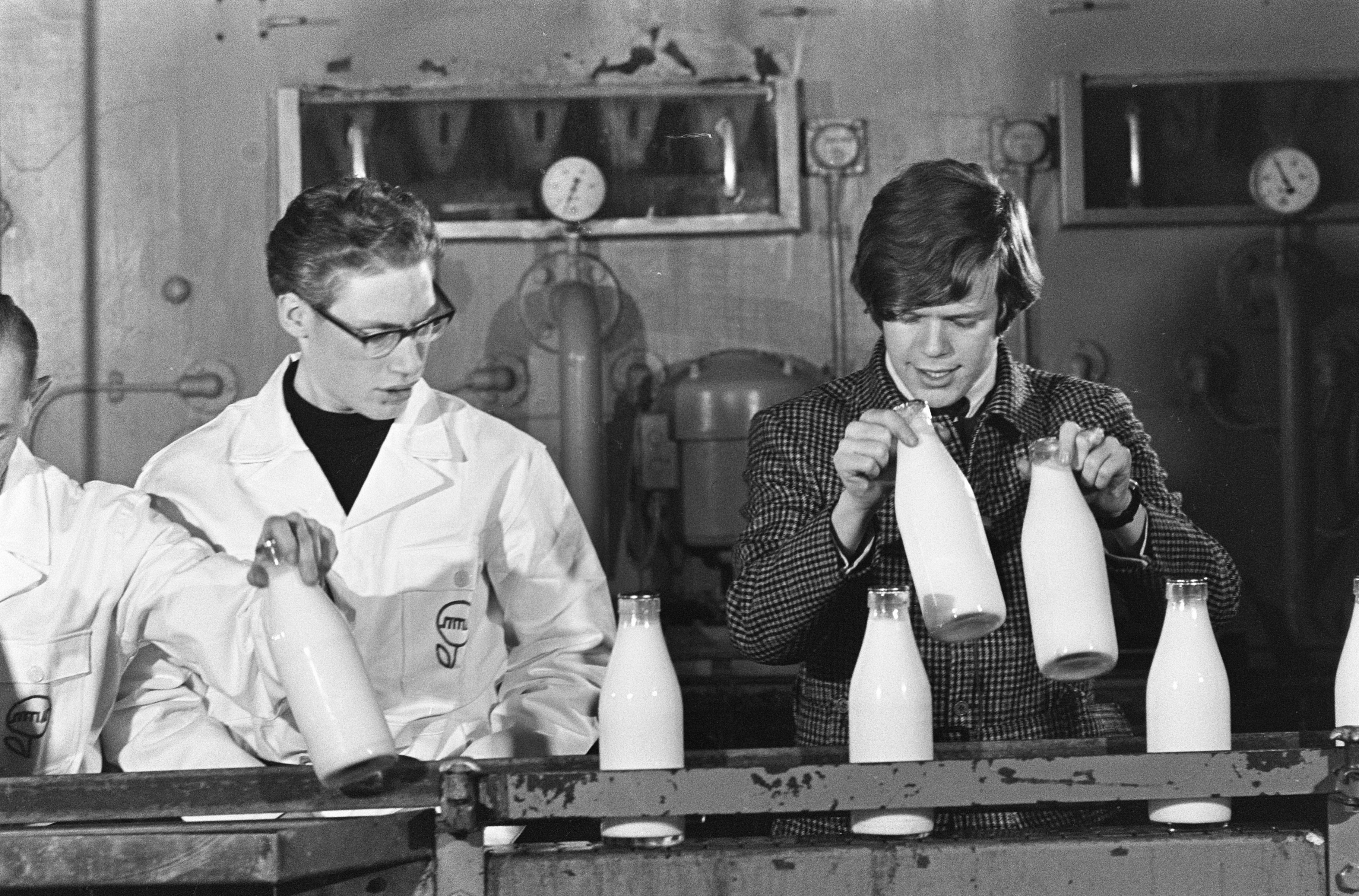
Peter Noone, sångare i Herman's Hermits, besöker ett mejeri i Nederländerna efter att ha mottagit en guldskiva för "No Milk Today".

No Milk Today är en poplåt skriven av Graham Gouldman och lanserad av Herman's Hermits i oktober 1966. Som b-sida hade man "My Reservation's Been Confirmed". Det blev en av gruppens stora hitsinglar i Europa under hösten 1966. Låten var en mycket stor framgång i Norge där den toppade singellistan i 8 veckor, den låg även etta i ett antal andra europeiska länder. I USA släpptes istället låten som b-sida till deras nästa singel "There's a Kind of Hush", men nådde ändå topp 40-notering på Billboard Hot 100. Singeln producerades av Mickie Most och innehåller jämfört med gruppens tidigare singlar en mer påkostad produktion med orkester och klockspel. Graham Gouldman hade tidigare även skrivit låten "Listen People" till gruppen.

## Listplaceringar
| Lista (1966-1967) | Position                           |
| ----------------- | ---------------------------------- |
| Australien        | 1 (Go Set)                         |
| Danmark           | 2 (DR "Top 20")                    |
| Finland           | 2                                  |
| Flandern          | 2                                  |
| Frankrike         | 17                                 |
| Irland            | 7                                  |
| Nederländerna     | 1                                  |
| Norge             | 1 (VG-lista)                       |
| Nya Zeeland       | 2 (NZ Listner)                     |
| Storbritannien    | 7                                  |
| Sverige           | 3 (Kvällstoppen)                   |
| Sverige           | 2 (Tio i topp)                     |
| USA               | 35 (Billboard Hot 100, som b-sida) |
| Vallonien         | 2                                  |
| Västtyskland      | 2                                  |
| Österrike         | 1                                  |